# Hamburg-Lokstedt

Königstrasse, heutige Grelckstraße, in Lockstedt 1900

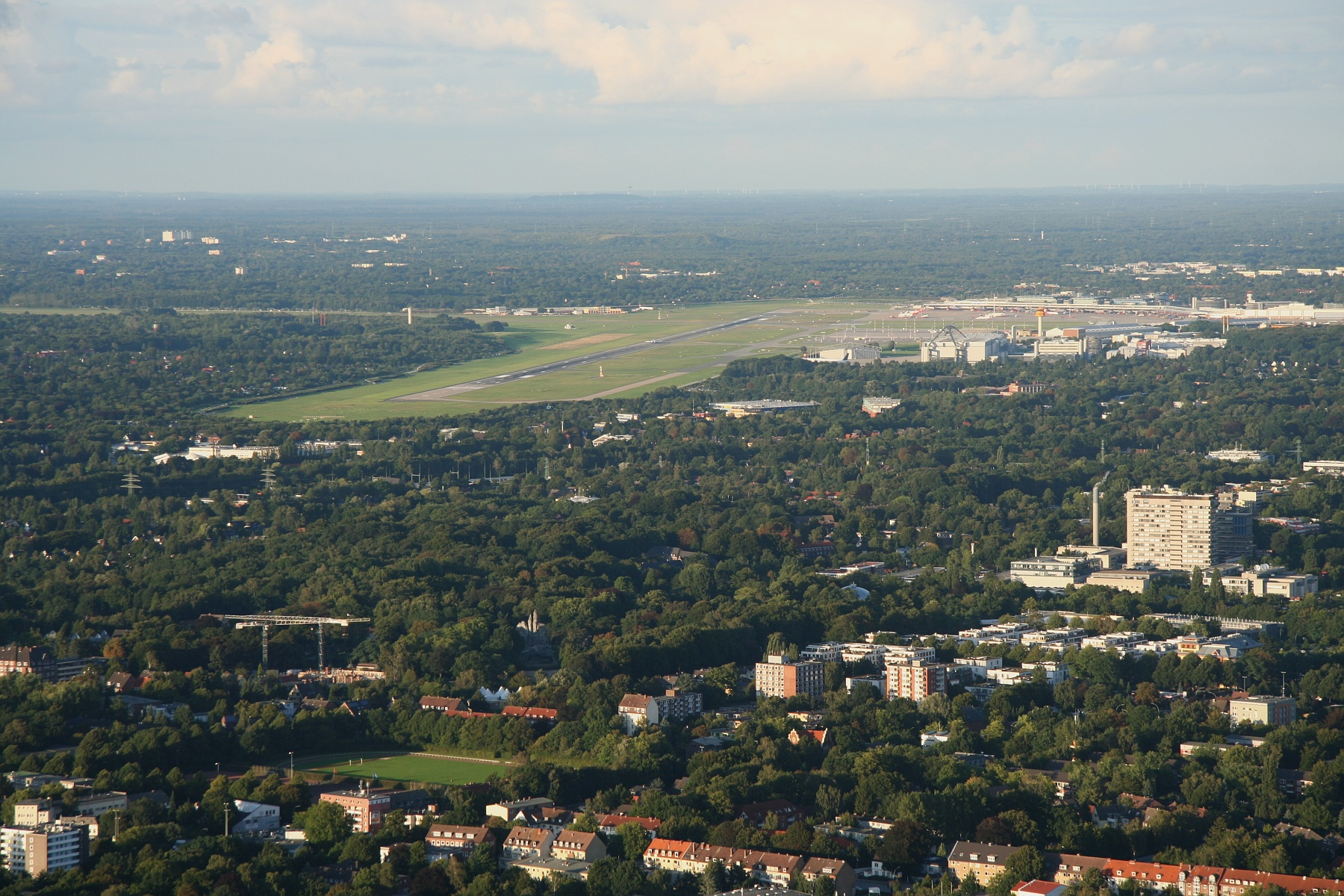
Blick über Lokstedt

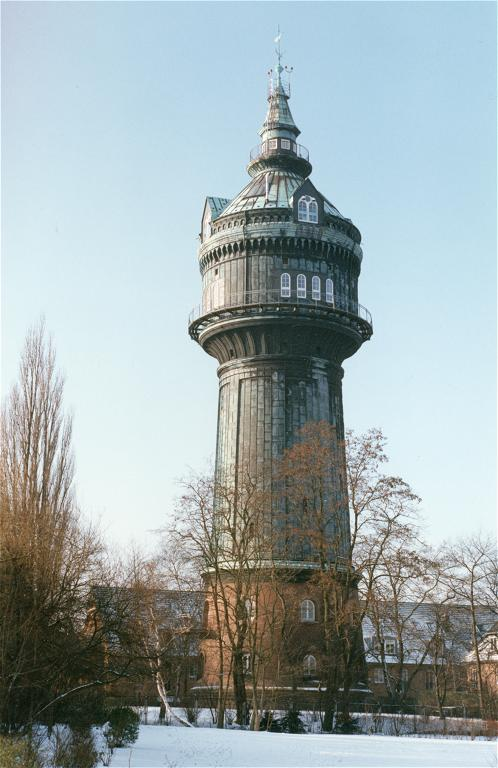
Lokstedter Wasserturm von 1911

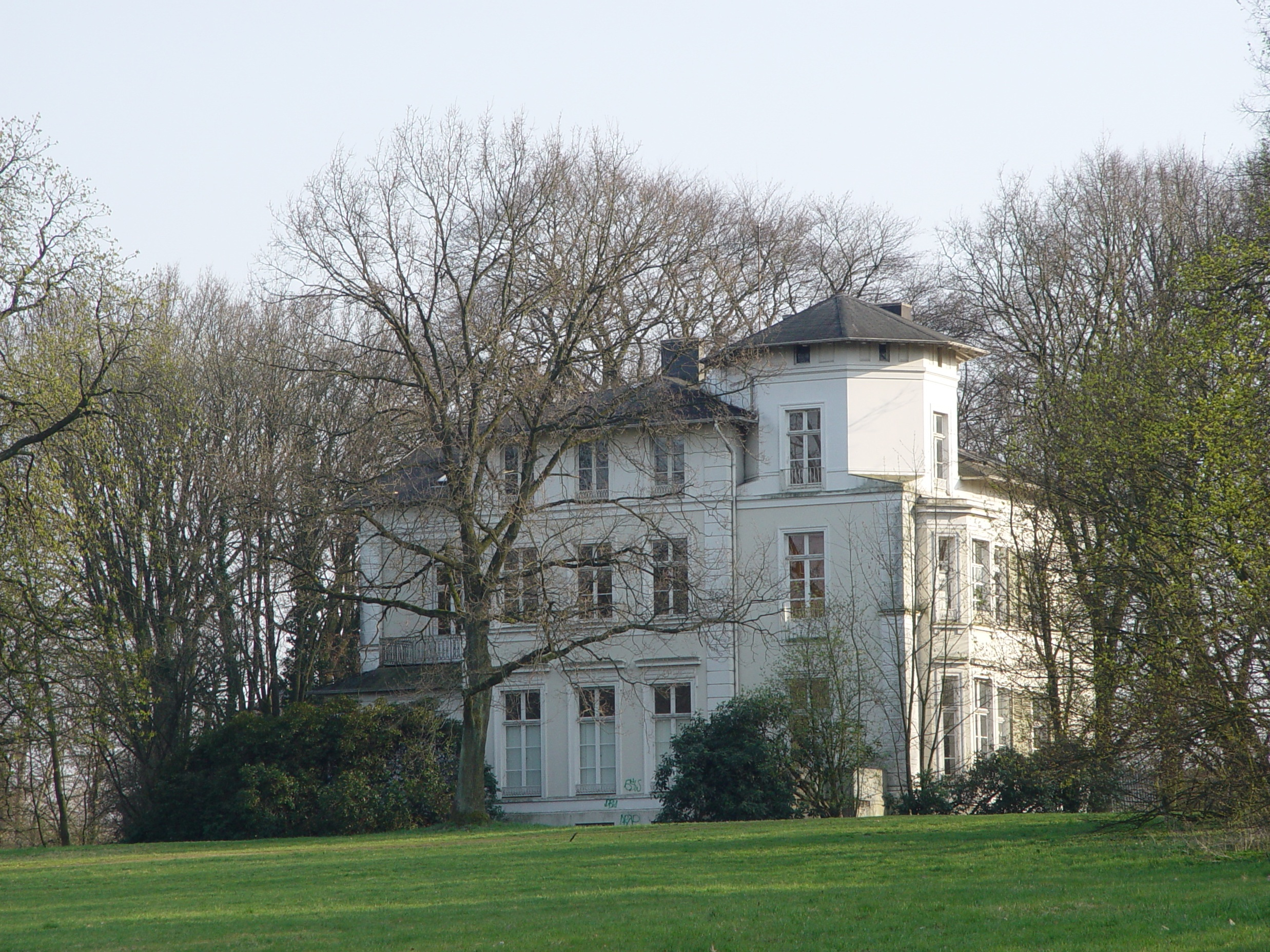
Villa Amsinck im Amsinckpark

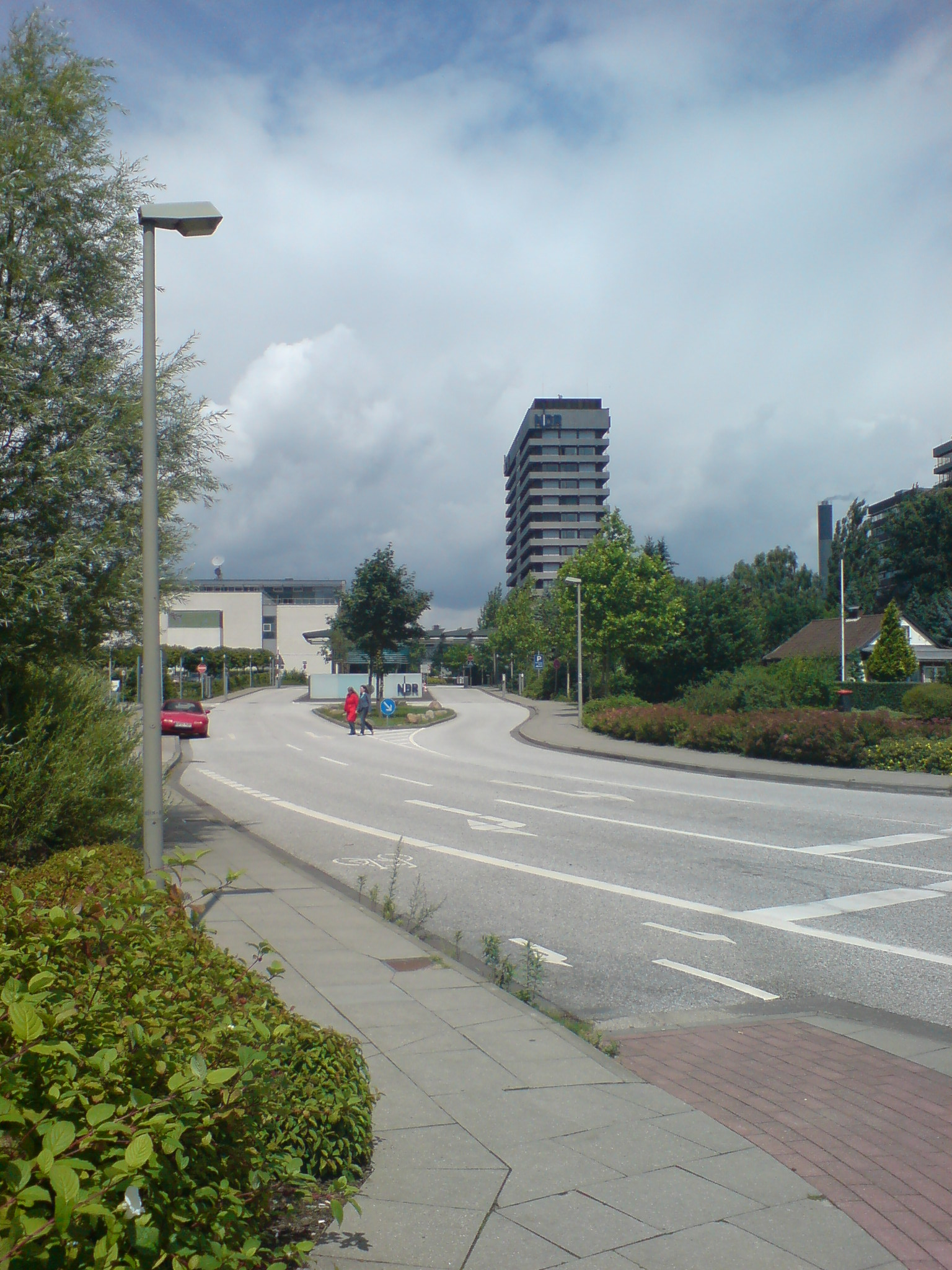
Eingang zum NDR-Gelände in Lokstedt

Lokstedt ist ein Stadtteil im Bezirk Eimsbüttel der Freien und Hansestadt Hamburg.

## Geografie
Lokstedt liegt nordwestlich der Hamburger Innenstadt im Übergang zwischen der dichtbesiedelten Inneren Stadt und den äußeren Stadtteilen.
Die Nachbarstadtteile Lokstedts sind
- Niendorf im Norden (mit der Güterumgehungsbahn Hamburg als Grenzlinie),
- Eimsbüttel und Hoheluft im Süden am ehemaligen Grenzhaus Hoheluft.
- Stellingen im Westen und
- Eppendorf und Groß Borstel im Osten.

## Geschichte

### Name
Vor 1866, unter dänischer Herrschaft, nannte sich der Stadtteil „Lookstedt“ mit langem „o“. Unter preußischer Herrschaft, von 1866 bis 1937, war die Schreibweise dann „Lockstedt“ (mit sogenanntem
„Dehnungs-c“). Da die neu Zugezogenen sich meist an der Schreibweise orientierten, setzte sich die Aussprache [ˈlɔkʃteːt] weitestgehend durch, konnte das lang gesprochene „o“ allerdings nicht ganz verdrängen, das vor allem von älteren Bürgern Lokstedts und der angrenzenden Stadtteile weiterhin bevorzugt wird.
Bereits 1110 urkundlich erwähnt, wurde aus dem ehemaligen Bauerndorf mit wenigen Handwerkern und einer starken dörflichen Struktur schon frühzeitig ein Wohnplatz vieler begüterter Bürger aus dem nahen Hamburg. Der Name mit der Nachsilbe -stedt verweist auf eine sächsische Ortsgründung, die Vorsilbe, abgeleitet von Lo- bezeichnet in diesem Fall nicht den Ortsgründer, sondern wird auf einen Wald zurückgeführt.

### 12. bis 18. Jahrhundert
Von 1110 bis 1640 stand Lokstedt unter der Regierung der Schauenburger Grafen, die Holstein regierten. Ebenso wie Schnelsen und Niendorf gehörte es zur Waldvogtei Pinneberg der Grafschaft Holstein-Pinneberg. Lokstedt kam unter dänische Herrschaft, als 1640 der letzte Schauenburger Otto V. starb und der dänische König Christian IV. die Grafschaft als Herrschaft Pinneberg seinem Reich einverleibte. Die Dänen errichteten vor Ort eine Zollstation, die bis 1839 in Betrieb blieb.
1666 gab es zehn Bauernhöfe und drei Kätner im Dorf. Nach dem Abschluss der Verkoppelung 1789 waren es bereits 35 Hofstellen, 1803 hatte Lokstedt 382 Einwohner. Im 17. Jahrhundert waren es vor allem Kleinkätner und Brinksitzer, die sich im Dorf ansiedelten. Doch bereits im 18. Jahrhundert begannen auch wohlhabende Hamburger Bürger, in Lokstedt Gärten und Sommerhäuser zu erwerben.
Etliche Gärtnereien entstanden auf Lokstedter Gebiet.

### Ab 19. Jahrhundert
In der Mitte des 19. Jahrhunderts waren die Lokstedter Gasthöfe ein so beliebtes Ausflugsziel der Hamburger, dass schließlich der Landdrost Verbote erließ, um das übermäßige Feiern einzuschränken. 1851 baute hier der Hamburg-Lokstedter Rennklub eine Pferdebahn. Der Rennclub zog bereits 1854 nach Horn. Die Rennbahn blieb noch eine Zeit in Benutzung.
Die 226-jährige dänische Herrschaft endete 1866, als auch Lokstedt nach dem Deutsch-Dänischen Krieg zu Preußen kam. Mehrere gut-situierte Hamburger Familien ließen sich hier Sommer- und Landhäuser bauen. Lokstedt wurde am Ende des 19. Jahrhunderts zu einem reichen und gut ausgebauten Villen-Vorort. 1891 erhielt es eine elektrische Straßenbeleuchtung und 1898 auch die Verkehrsanbindung mit einer elektrischen Straßenbahn (der Linie 2) über Hoheluft nach Hamburg.
Dadurch stieg ab dem Jahr 1900 herum auch die Anzahl der Anwohner, die durch den Bau von bürgerlichen Villen & Doppelhäusern in den Straßen zwischen dem Siemersplatz und Hoheluft angelockt wurden.
Der Gartenbauverein Schreber aus Eimsbüttel gründete 1912 auf Lokstedter Boden die Kleingartenkolonie Doppeleiche, da langfristige Pachtverträge für Schrebergärten auf Hamburger Gebiet verwehrt wurden. Damit ist diese später als Kolonie Neulokstedt bezeichnete Anlage, die älteste Schrebergartensiedlung eines Hamburger Schrebergartenvereins.
Der Ort sollte 1927 in die Stadt Altona eingemeindet werden. Die erfolgreiche Abwehr dieses Begehrens führte zu einem Zusammenschluss mit Niendorf und Schnelsen zur vergrößerten Gemeinde Lokstedt im preußischen Kreis Pinneberg. Die Gemeinde wurde 1937 aufgrund des Groß-Hamburg-Gesetzes an Hamburg angeschlossen.
In den schweren Bombenangriffen auf Hamburg im Juli 1943 entstanden auch in Lokstedt schwere Schäden, weil sich das RAF-Bombercommand beim Abdrehen am Lokstedter Wasserturm orientierte.
Als Folge der Zerstörungen des Zweiten Weltkriegs entstanden in Neu-Lokstedt die ersten Wohn-Hochhäuser.
1966 zog das Ortsamt unter Beibehaltung des Namens Lokstedt nach Niendorf um.
Auf dem Gelände der ehemaligen „Dirt-Track-Bahn“ für Motorradrennen entstanden ab 1953 die Gebäude des NDR-Fernsehens.
Versorgt werden die Einwohner von den Lokstedter Betriebswerken, bestehend aus einem großen Elektrizitätswerk (seit 1905), einem Wasserwerk (seit 1910) und einem Gaswerk (seit 1911). Diese sind infolge ihrer Verbindung mit den Hamburger Werken außerordentlich leistungsfähig und können ohne Schwierigkeiten auch die Versorgung Niendorfs und Schnelsens übernehmen.

### Einwohnerstatistik
(Quelle: )
- Anteil der unter 18-Jährigen: 17,5 % [Hamburger Durchschnitt: 16,8 % (2023)]
- Anteil der über 64-Jährigen: 18,8 % [Hamburger Durchschnitt: 17,8 % (2023)]
- Ausländeranteil: 17,1 % [Hamburger Durchschnitt: 20,7 % (2023)]
- Arbeitslosenquote: 4,4 % [Hamburger Durchschnitt: 6,2 % (2023)]

Das durchschnittliche Einkommen je Steuerpflichtigen beträgt in Lokstedt 52.985 Euro jährlich (2020), der Hamburger Gesamtdurchschnitt liegt bei 48.035 Euro.

## Politik
Für die Wahl zur Hamburgischen Bürgerschaft gehört Lokstedt zum Wahlkreis Lokstedt – Niendorf – Schnelsen.

### Wahlergebnisse
| Bürgerschaftswahl | SPD    | Grüne 1) | CDU    | Linke 2) | AfD    | FDP    | Übrige    |
| ----------------- | ------ | -------- | ------ | -------- | ------ | ------ | --------- |
| 2025              | 34,3 % | 23,1 %   | 18,5 % | 09,4 %   | 04,9 % | 02,5 % | 07,3 %    |
| 2020              | 38,3 % | 29,8 %   | 09,3 % | 09,1 %   | 03,5 % | 04,4 % | 05,6 %    |
| 2015              | 46,3 % | 15,4 %   | 14,3 % | 08,1 %   | 04,7 % | 07,1 % | 04,1 %    |
| 2011              | 49,4 % | 12,5 %   | 20,1 % | 05,9 %   | –      | 06,6 % | 05,5 %    |
| 2008              | 33,9 % | 10,7 %   | 42,8 % | 06,0 %   | –      | 04,6 % | 02,0 %    |
| 2004              | 30,2 % | 12,9 %   | 47,6 % | –        | –      | 03,1 % | 06,2 %    |
| 2001              | 37,4 % | 09,4 %   | 26,9 % | 00,4 %   | –      | 05,9 % | 20,0 % 3) |
| 1997              | 35,2 % | 14,6 %   | 31,8 % | 00,5 %   | –      | 03,8 % | 14,1 %    |
| 1993              | 38,4 % | 14,2 %   | 27,1 % | –        | –      | 04,1 % | 16,2 % 4) |
| 1991              | 47,3 % | 07,1 %   | 36,1 % | 00,3 %   | –      | 05,9 % | 03,3 %    |
| 1987              | 44,9 % | 06,3 %   | 40,6 % | –        | –      | 07,0 % | 01,2 %    |
| 1986              | 39,5 % | 09,4 %   | 44,8 % | –        | –      | 05,2 % | 01,1 %    |
| Dez. 1982         | 48,9 % | 05,9 %   | 41,5 % | –        | –      | 03,1 % | 01,4 %    |
| Juni 1982         | 41,0 % | 07,5 %   | 45,0 % | –        | –      | 05,2 % | 01,3 %    |
| 1978              | 47,5 % | 03,7 %   | 40,7 % | –        | –      | 05,7 % | 02,4 %    |
| 1974              | 38,1 % | –        | 46,4 % | –        | –      | 12,5 % | 03,0 %    |
| 1970              | 50,0 % | –        | 36,6 % | –        | –      | 09,5 % | 03,9 %    |
| 1966              | 52,5 % | –        | 34,7 % | –        | –      | 08,4 % | 04,4 %    |

Bei Bezirksversammlungswahlen bildet der Stadtteil mit Teilen des Stadtteils Niendorf den Wahlkreis Lokstedt. Bei Bundestagswahlen zählt Lokstedt zum Bundestagswahlkreis Hamburg-Eimsbüttel.

## Kultur und Sehenswürdigkeiten

### Bauwerke
Wahrzeichen des Stadtteils ist der Wasserturm von 1911 in der Süderfeldstraße, der in neogotischer Form errichtet wurde.
Die Villa im Amsinckpark (siehe „Parks“) wurde von Martin Haller erbaut.
In der südwestlichen Ecke Lokstedts, an der Grenze zu Eimsbüttel und Stellingen, liegt die Lenzsiedlung, Hamburgs jüngste Plattenbausiedlung aus den Jahren 1976 bis 1978, mit Bewohnern aus etwa dreißig Nationen.

### Parks
Lokstedt besitzt drei ehemals private Parks, die im 19. Jahrhundert von Hamburger Hanseatenfamilien vor den Toren der Stadt eingerichtet wurden:
- den Von-Eicken-Park (⊙), in dem die Schillingsbek, ein Nebenbach der Kollau, zu einem Teich aufgestaut ist
- den heute verwilderten Willinks Park (⊙), bei dem die Pläne der Bezirksverwaltung zur Erschließung für Wohnungsbau[4] zunächst nicht weiter verfolgt werden[5]
- auf der Lieth, einem Hügel an der Grenze zu Stellingen, den großzügig angelegten Amsinckpark, der zu einem Waldkauz-Revier gehört
- In den 1960er Jahren entstand an einem Zufluss der Schillingsbek der Lohbekpark (⊙), wo nach vierzig Jahren immerhin schon Fledermäuse zu beobachten sind.

## Wirtschaft, Verkehr und Infrastruktur

### Verkehr
Der Betriebsbahnhof Hamburg-Lokstedt liegt an der Güterumgehungsbahn Hamburg.
Lokstedt verfügte bis 1978 über eine gute Straßenbahn-Anbindung der Linie 2 (zwischen Schnelsen im Norden und dem Hauptbahnhof im Süden). Seit den späten 70er Jahren besteht eine U-Bahnanbindung der Hamburger Hochbahn mit den Stationen Hagendeel und Hagenbecks Tierpark (Linie U2) im Westen des Stadtteils. Auf der Grenze zu Eimsbüttel liegt im äußersten Südwesten mit Lutterothstraße ein weiterer U-Bahnhof der Linie U2.
Durch den Stadtteil führen die stark frequentierten Verkehrswege B 447 (Lokstedter Steindamm) sowie die Ost-West-Verbindung Osterfeldstraße (⊙), Vogt-Wells-Straße, Julius-Vosseler-Straße, für deren Ausbau viele Vorgärten geopfert wurden.
Außerdem fährt die Metrobuslinie 5, mit rund 60.000 Fahrgästen täglich die meistbefahrene Buslinie in Hamburg, auf dem Lokstedter Steindamm in Richtung City und Niendorf. In West-Ost-Richtung durchquert die Metrobuslinie 22 Lokstedt. Dazu kommen weitere Stadt- und Nachtbuslinien.
Ab dem Jahre 2030 soll auch die U-Bahn-Linie U5 den Stadtteil durchqueren und unter anderem am Behrmannplatz eine Haltestelle errichtet werden.

### Medien
Von 1927 bis 1935 war Lokstedt Standort des Sender Lokstedt, eines der ersten Radiosender.
Die Fernsehabteilung des Norddeutschen Rundfunks ist seit 1953 am Gazellenkamp (⊙) ansässig. In den dort befindlichen Studios werden von ARD-aktuell Sendungen wie die Tagesschau oder die Tagesthemen produziert. Hinzu kommt das Satiremagazin Extra 3. Im November 2021 kam die ARD-Infonacht des Radios hinzu.

### Öffentliche Einrichtungen
- Kundenzentrum Lokstedt des Bezirksamts Eimsbüttel,  Garstedter Weg (⊙)
- Französische Schule Hamburg, Hartsprung, nahe dem Von-Eicken-Park
- Deutsch-italienische Grundschule Döhrnstraße
- Öffentliche Bücherhalle Lokstedt, Kollaustraße (⊙).
- Freiwillige Feuerwehr Lokstedt, Vogt-Wells-Straße
- Bürgerhaus Lokstedt, Sottorfallee im Zylinderviertel (⊙)

### Sport
Seit 1904 ist der Sport-Club Victoria von 1895 ansässig. Der Verein wurde von Schülern und Lehrlingen auf dem Heiligengeistfeld gegründet. Da es gegen den Widerstand von Bürgervereinen und Stadtverwaltung nicht gelang, auf dem Heiligengeistfeld dauerhaft einen Fußballplatz anzulegen, nutzte der Verein 1904 die Möglichkeit, im Innenraum der am heutigen Standort der U-Bahn-Haltestelle Hoheluftbrücke gelegenen und 1885 eröffneten Radrennbahn am Grindelberg einen Fußballplatz sowie vier Tennisplätze zu errichten. Durch den Konkurs des Rennbahnbetreibers fiel das Gelände 1906 an die Stadt. Der SC Victoria baute daraufhin das 1907 eröffnete Stadion Hoheluft am Kreuzungsbereich Lokstedter Steindamm / Martinistraße im Stadtteil Eppendorf. 1911 wurde die 1000 Plätze fassende erste Tribüne Norddeutschlands fertiggestellt. Die nach einem Brand 1921 neu errichtete Tribüne ist noch heute in Betrieb und zählt zu den ältesten noch erhaltenen in Deutschland. Mit bis zu 30.000 Plätzen war das Stadion Hoheluft bis 1938 das größte in Hamburg, zwischen 1911 und 1940 wurden hier fünf Länderspiele der deutschen Mannschaft ausgetragen.

## Persönlichkeiten
- Albert „Ali“ Beyer (1900–1972), Fußball-Nationalspieler
- Gerhard Krefft (1912–1993), Ichthyologe und Herpetologe
- Jan Hofer (* 1950), Tagesschau-Sprecher